# Али Бободжон
Али Бободжон (10 февраля 1936, махалля Гумбази, Таджикская ССР — 16 октября 2020) — таджикский поэт, публицист и переводчик.

## Биография
Родился в семье дехканина. Окончил школу номер 4 г. Канибадам. В 1930-е гг. его родителей объявили кулаками и отправили в ссылку на Кавказ, имущество конфисковали. После войны семья Бободжона вернулась на родину.
Окончил Душанбинский педагогический институт имени Т. Г. Шевченко в 1959 г.
С 1960 по 2000 годы работал на различных должностях в издательстве «Маориф», в газете «Пионер Таджикистана», журналах «Машъал» и «Занони Точикистон», затем в издательстве «Адиб» и в Институте языка и литературы Академии наук Республики Таджикистан.
С 1972 года А. Бободжон является членом Союза писателей и Союза журналистов Таджикистана.
С 1950-х гг до настоящего времени опубликовал около 30 книг и более 500 очерков и публицистических статей. Особенную известность приобрел как детский писатель (более 20 книг). В «золотом фонде» таджикского радио хранятся примерно 40 песен на его стихи.

## Произведения
Автор 31 сборника и 500 публицистических очерков.
- «Бачаҳои хуб» (1963).
- «Мусича» (1965).
- «Гули бодом» (Цветок миндаля) (1966).
- «Домулло Азизов» (1970) о герое Советского Союза Домулло Азизове.
- «Парвози орзу» (1971).
- «Мавчи сурур» (1973).
- «Дар оташ» (В Огне) (1975).
- «Некӣ ба некӣ» (1976).
- «Усто-парасту» (1978).
- «Нахусткахрамони точик» (1979) о первом герое Советского Союза из Таджикистана Негмат Карабаеве.
- «Нилуфар» (1980).
- «Осмондара» (1981).
- «Точикистони ман» (1983) как ответ на сборник «Мой Дагестан» известного поэта Расула Гамзатова.
- «Намаки зиндагӣ» — (Хлеб Жизни) (1986).
- «Зардолуи маҳтобӣ» (1988), Перевод - Данько, Владимир Яковлевич.
- «Атри кӯҳистон» (1993).
- «Чарогхои Уяли» (1996).
- «Чилчароги маърифат» (1998).
- «Сохибхунар» (1999).
- «Базмия» (2000).
- «Ситораи ихлос» (2000).
- «Дунеи мехр» (2000).
- «Шеъри истиқлол» (2001).
- «Сад барги Ҳисор» (2001).
- «Неъмат ва нодир» (2001).
- «Обаки зарин» (2003).
- «Пайғоми парасту» (2003).
- «Имтиҳони зиндагӣ» — (Экзамен Жизни) (2004)
- «Азбука птиц» (2004).
- «Меҳрпайванд» (2006).
- «Ахтарони Конибодом» в двух томах.
- «Исмоилхон Халилов» (2008).
- «Мусиқии баҳор» — (Музыка весны) (2008).
- «Наврӯзи наврасон» (2012).
- «Дурахши ситора» — (Сияние Звезды) (2012).

## Публикации
- На Службе Образования Архивная копия от 25 мая 2019 на Wayback Machine — Перевод с таджикского на русский Камол Абдуллаев.
- Р. Баротов — организатор геологической школы Таджикистана

## Семья
Жена — Мавлуда Абдуллаева (профессор-русист, ректор Таджикского педагогического института русского языка и литературы имени А. С. Пушкина, (6 августа 1992 года переименован в Таджикский государственный институт языков) c 1991—2003 гг, скончалась в 2013 году).
Дети — дочь Нигина, сын Насим.
Внуки — Аниса, Озар, Парис, Амелия.
Правнуки — Динмухаммад, Султан и Малика.